# Edward Rice (Politiker)
Edward Rice (* 1694; † 2. April 1727) war ein britischer Politiker. 
Rice entstammte der alten walisischen Familie Rhys, einer der führenden Familien der Gentry von Carmarthenshire. Er war der einzige überlebende Sohn von Griffith Rice und dessen ersten Frau Catherine Hoby, einer Tochter von Philip Hoby aus Neath Abbey.
Nach den Plänen des First Lord of the Exchequer Charles Spencer, 3. Earl of Sunderland sollte Rice als Nachfolger von Sir Thomas Stepney bei den Unterhauswahlen 1722 für die Whigs in Carmarthenshire kandidieren. Durch die Unterstützung von Charles Paulet, 2. Duke of Bolton wurde er auch als Knight of the Shire gewählt, legte aber bereits am 18. Dezember 1724 sein Mandat wieder nieder. 
Er heiratete Lucy Trevor, eine Tochter von John Morley Trevor aus Glynde in Sussex. Er hatte mit ihr einen Sohn und zwei Töchter. Sein Erbe wurde sein Sohn George. 